# Psalm alfabetyczny
Psalm alfabetyczny – gatunek niektórych utworów w biblijnej Księdze Psalmów. 
Psalm alfabetyczny ma charakter akrostychu. Każdy wiersz, dystych lub grupa wierszy zaczyna się od kolejnej litery alfabetu hebrajskiego. Ta regularność jest czasami naruszana przy uszkodzeniach kopii hebrajskiego tekstu psalmów, ale (np. w przypadku Psalmu 145) można ją przywrócić na podstawie przekładów starożytnych. 
Ponieważ liczy się kolejność liter, związek treści kolejnych wierszy bywa luźny. Cechy psalmów alfabetycznych nie są zachowane w przekładach na inne języki.
Do psalmów alfabetycznych należą:
- Psalm 9 i Psalm 10 (pierwotnie pojedynczy utwór)
- Psalm 25
- Psalm 34
- Psalm 37
- Psalm 111
- Psalm 112
- Psalm 119
- Psalm 145